# Południowa Konwencja Baptystyczna
Południowa Konwencja Baptystyczna (ang. Southern Baptist Convention, SBC) – największa protestancka organizacja wyznaniowa w Stanach Zjednoczonych skupiająca stanowe konwencje i lokalne zbory baptystyczne głównie w południowej części kraju. Łącznie w roku 2020 do Południowej Konwencji Baptystycznej należało ponad 13 milionów członków zrzeszonych w 47 198 zborach. 
Południowa Konwencja Baptystyczna jest największą na świecie denominacją baptystyczną oraz największą zarówno baptystyczną, jak i protestancką wspólnotą religijną w Stanach Zjednoczonych oraz drugą co do wielkości denominacją chrześcijańską w Stanach Zjednoczonych po Kościele rzymskokatolickim. 
Słowo Południowa w nazwie Południowej Konwencji Baptystycznej wynika z tego, że została ona zorganizowana w 1845 r. w miejscowości Augusta w stanie Georgia przez baptystów z południowych Stanów Zjednoczonych, którzy podzielili się z północnymi baptystami w kwestii niewolnictwa, szczególnie w kwestii tego, czy właściciele niewolników mogliby służyć jako misjonarze.
Po amerykańskiej wojnie secesyjnej nastąpił kolejny rozłam, kiedy to większość wyzwolonych czarnoskórych mieszkańców południa ustanowiła niezależne tzw. Czarne Zbory, stowarzyszenia regionalne oraz konwencje państwowe i narodowe, na przykład takie jak Narodowa Konwencja Baptystyczna, która pod koniec XIX wieku stała się drugą co do wielkości konwencją baptystyczną. 
W związku z typową dla baptystów tradycją silnej autonomii zborów lokalnych Konwencja jest bardziej organizacją współpracy, a władze organizacji nie mają prawa narzucać niczego zborom członkowskim. Każdy ze zborów ma swobodę w:
- przystąpieniu i wystąpieniu z organizacji
- zatrudnianiu i zwalnianiu pracowników zborów
- samodzielnym określaniu wymagań wobec swoich członków
- opracowaniu własnego „Wyznania Wiary”
- określeniu stopnia udziału w programach realizowanych przez Południową Konwencję Baptystyczną

Kościół jest przeciwny ordynowaniu kobiet na urzędy starszych kościoła i duchownych.

## Historia

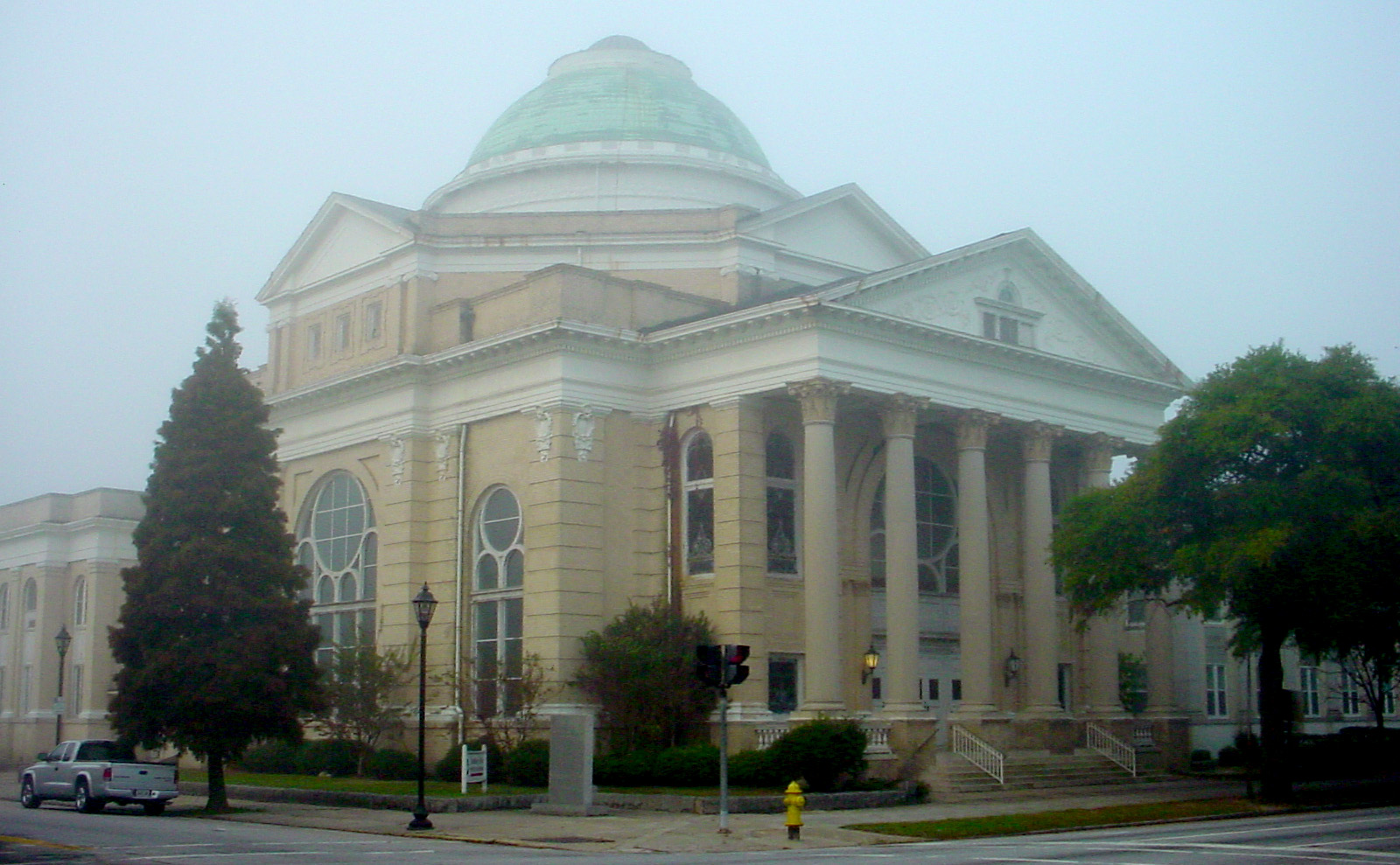
Pierwszy baptystyczny zbór w Augusta (Georgia)

Denominacja utworzona została w 1845 roku ze względu na stosunek do niewolnictwa. W latach 1940–1960 liczba członków Południowej Konwencji Baptystycznej podwoiła się i osiągnęła 10 milionów. W roku 1985 liczba południowych baptystów wzrosła do 14,4 miliona.
Od lat 40. XX wieku Południowa Konwencja Baptystyczna odeszła od części swojej regionalnej i historycznej identyfikacji. Zwłaszcza od końca XX wieku Konwencja zintensyfikowała swoją działalność misyjną wśród grup mniejszościowych i stała się znacznie bardziej zróżnicowana. Ponadto, chociaż Południowa Konwencja Baptystyczna jest nadal silnie skoncentrowana w południowych Stanach Zjednoczonych, ma kościoły członkowskie w całych Stanach Zjednoczonych i 41 stowarzyszonych konwencji stanowych. Zarówno Konwencje stanowe jak i poszczególne zbory są silnie ewangelikalne w swojej doktrynie i praktyce.
Podkreślają znaczenie indywidualnego doświadczenia nawrócenia, potwierdzonego przez osobę nawróconą chrztem poprzez zanurzenie, odrzucają praktykę chrztu niemowląt.
W 2004 roku Południowa Konwencja Baptystyczna wystąpiła ze Światowego Związku Baptystycznego i jest największą wspólnotą baptystyczną nie należącą do tej instytucji. Niektóre ze zborów i konwencji stanowych tworzących Południową Konwencję Baptystyczną wykorzystują swoje prawo do autonomii należąc niezależnie do obu organizacji.
W latach 90. XX wieku zaczął maleć udział procentowy w stosunku do populacji amerykańskiej. Wzrost liczby członków (w liczbach bezwzględnych), utrzymywał się jeszcze do roku 2006 gdy liczba wiernych wynosiła około 16 milionów. W 2007 liczba członków spadła o około 40 tysięcy. Od tego czasu utrzymuje się stały spadek liczby wiernych. W 2020 roku liczba członków Południowej Konwencji Baptystycznej wynosiła 14 089 947 zgromadzonych w 47 592 zborach. Do znaczącego spadku przyczyniły się ujawnione w 2019 roku setki przypadków molestowania seksualnego w zborach Południowej Konwencji Baptystycznej dokonane przez 380 pastorów w ponad 20 amerykańskich stanach.

## Znani południowi baptyści

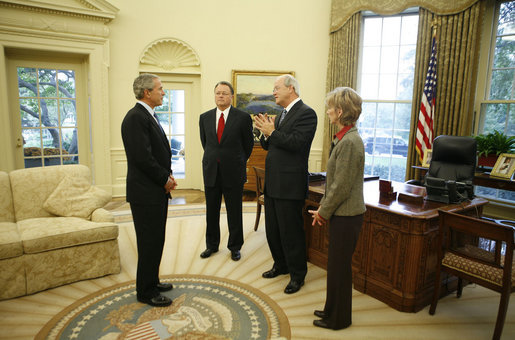
Liderzy Południowej Konwencji na spotkaniu z prezydentem Bushem (2006)

- Billy Graham – najbardziej popularny i ceniony ewangelista międzynarodowy XX wieku
- Ron Paul – były kongresmen ze stanu Teksas i kandydat na prezydenta Stanów Zjednoczonych
- Chip Pickering – kongresmen Stanów Zjednoczonych
- Dakota Fanning – aktorka
- Ethel Cain – piosenkarka i autorka tekstów
- Hayley Williams – piosenkarka i wokalistka
- Harry Truman – prezydent Stanów Zjednoczonych (1945–1953)
- Lindsey Graham – senator ze stanu Karolina Południowa
- Mark Pryor – senator i prokurator generalny stanu Arkansas
- Mike Huckabee – republikański kandydat na prezydenta Stanów Zjednoczonych
- Robert Bentley – gubernator stanu Alabama (od 2011)
- Roger Wicker – senator ze stanu Missisipi
- Ted Cruz – prokurator generalny stanu Teksas (2003–2008), senator (od 2013)
- Zach Johnson – znany golfista